# Coelogyne velutina
Coelogyne velutina é uma espécie de orquídea epífita, família Orchidaceae, originária da Tailândia e Península da Malásia.